# Ibrahim Ibrahimi
Ibrahim Ibrahimi (Nangarhar, 1972) è un musicista e pedagogista afghano, fuggito il 20 agosto 2021 dal suo paese in Francia per evitare i massacri dei talebani..

## Biografia
Nato nel 1972 nella provincia di Nangarhar, Ibrahim Ibrahimi proviene da una famiglia di musicisti. Si è diplomato alla Mia Sahib Qader Bakhsh High School of Music e ha studiato col maestro (ustad) Sabz Ali Khan. Attualmente anche due suoi figli sono musicisti.
Suona prevalentemente la tabla e si esibisce in gruppi musicali sia tradizionali che classici, pop, jazz o rock. Prima della sua fuga, insegnava composizione al National Institute of Music of Afghanistan, lavorando anche alla radio e televisione afghana (RTA).
Il 20 agosto 2021, Ibrahim Ibrahimi ha lasciato il suo paese per rifugiarsi in Francia, senza nessuno dei suoi strumenti, con sedici membri della sua famiglia.;
Si è esibito in Iran, India, Azerbaigian e Turchia. Dopo aver lasciato l'Afghanistan, si è esibito in Belgio (École d'art d'Uccle) e in Francia (Théâtre Sainte Marie d'en Bas a Grenoble).